# Семко Ярослава Леонівна
Ярослава Леонівна Семко (псевдо.: «Тамара», «Ліда»; нар. 1924, смт. Перегінське, нині Рожнятівський район, Івано-Франківська область — пом. 29 березня 1946, с. Кальна, нині Долинський район, Івано-Франківська область) — діячка українського збройного підпілля (діячка ОУН, воячка УПА), лицарка Бронзового хреста заслуги УПА.

## Життєпис
Освіта — середня: навчалася у Калуській торговельній школі. 
Член ОУН. На нелегальному становищі з 1944 року. Закінчила санітарні курси. Субреферентка (заступниця референта) Українського Червоного Хреста Долинського повітового проводу ОУН (1944), референтка УЧХ Долинського надрайонного проводу ОУН (1945-03.1946). Була одружена з референтом пропаганди Долинського надрайонного проводу ОУН Василем Косом («Беркутом»).
28 березня 1946 року була важко поранена під час облави, померла наступного дня. Таємно похована на цвинтарі с. Кальна.

## Нагороди
Нагороджена Бронзовим хрестом заслуги УПА (16.07.1946).